# Provincie Matera
Matera (Provincia di Matera) je italská provincie v oblasti Basilicata. Sousedí na severu s provincií Bari, na východě s provincií Taranto, na západě s provincií Potenza a na jihu s provincií Cosenza. Její břehy na východě omývá Jónské moře.

## Okolní provincie
| Růžice kompasu |         | Bari             |         | Růžice kompasu |
| Růžice kompasu | Potenza | Sever            | Taranto | Růžice kompasu |
| Růžice kompasu | Potenza | Provincie Matera | Taranto | Růžice kompasu |
| Růžice kompasu | Potenza | Jih              | Taranto | Růžice kompasu |
| Růžice kompasu | Cosenza |                  |         | Růžice kompasu |